# Guillaume de Forz

Wappen Guillaumes de Forz

Guillaume de Forz, auch de Fortibus oder de Forts (engl.: William; † 1195), war Herr von Fors sowie aus dem Recht seiner Frau Graf von Aumale und Baron von Holderness.
Guillaume war Herr von Fors im Poitou (heute im Département Deux-Sèvres). Er gehörte dem engeren Gefolge seines Lehnsherren, Richard Löwenherz, an. Erstmals genannt wird er 1190 als Zeuge einer Urkunde Richards, die für die Juden der Stadt Rouen ausgestellt wurde. Als Teil der Patronagepolitik Richards, wurde er wenig später mit der Gräfin Hawise von Aumale als ihr zweiter Ehemann verheiratet. Im Juni 1190 wurde Guillaume in Chinon von König Richard Löwenherz, neben Robert de Sablé und Richard de Camville, zu einem der Kommandanten der Flotte für den Dritten Kreuzzug ernannt. Während Sablé und Camville unmittelbar darauf in See stachen, begleitete er den König nach Vézelay, wo sie am 3. Juli mit König Philipp II. von Frankreich zusammentrafen und dort den Beginn des Kreuzzuges offiziell verkündeten. Danach stach auch Guillaume mit seinem Geschwader bestehend aus 33 Schiffen in See, um mit diesen die Iberische Halbinsel zu umrunden. Dabei vereinte er sich am 24. Juli in der Mündung des Tajo mit Sablé und Camville, die zuvor Lissabon geplündert hatten. Vereint segelte die Flotte weiter bis nach Marseille, wo sie König Richard aufnahm. Auf Sizilien war er 1191 einer der Zeugen des Beistandsvertrages zwischen Richard und König Tankred von Sizilien.
Guillaume starb 1195, seine Witwe heiratete wenig später Baudouin de Béthune. Mit seiner Frau hatte er einen Sohn, der nach dem Verlust von Aumale den anglisierten Titel eines Count of Aumale weiterführte:
- William de Forz († 29. März 1241)